# بوعرادة
بوعرادة هي مدينة الجمهورية التونسية، تقع في ولاية سليانة في إقليم الشمال الغربي، وهي مركز لمعتمدية بوعرادة.
تحدها معتمديات:
- قبلاط، (ولاية باجة)
- الفحص، (ولاية زغوان)
- قعفور وبرقو، (ولاية سليانة)
- العروسة (ولاية سليانة)

في مدينة بوعرادة أربعة مدارس وهي مدارس:
- الجمهورية
- الزياتين
- نهج نابل
- ابن خلدون

وبها معهدين وهما: معهد فرحات حشاد ومعهد بوعرادة.

## المناخ
يظهر الجدول التالي التغييرات المناخية على مدار السنة لبوعرادة:
| البيانات المناخية لـبوعرادة           | البيانات المناخية لـبوعرادة | البيانات المناخية لـبوعرادة | البيانات المناخية لـبوعرادة | البيانات المناخية لـبوعرادة | البيانات المناخية لـبوعرادة | البيانات المناخية لـبوعرادة | البيانات المناخية لـبوعرادة | البيانات المناخية لـبوعرادة | البيانات المناخية لـبوعرادة | البيانات المناخية لـبوعرادة | البيانات المناخية لـبوعرادة | البيانات المناخية لـبوعرادة | البيانات المناخية لـبوعرادة |
| الشهر                                 | يناير                       | فبراير                      | مارس                        | أبريل                       | مايو                        | يونيو                       | يوليو                       | أغسطس                       | سبتمبر                      | أكتوبر                      | نوفمبر                      | ديسمبر                      | المعدل السنوي               |
| ------------------------------------- | --------------------------- | --------------------------- | --------------------------- | --------------------------- | --------------------------- | --------------------------- | --------------------------- | --------------------------- | --------------------------- | --------------------------- | --------------------------- | --------------------------- | --------------------------- |
| متوسط درجة الحرارة الكبرى °م (°ف)     | 13.6 (56.5)                 | 15.2 (59.4)                 | 18.0 (64.4)                 | 21.3 (70.3)                 | 26.0 (78.8)                 | 31.1 (88.0)                 | 35.0 (95.0)                 | 34.4 (93.9)                 | 30.5 (86.9)                 | 25.1 (77.2)                 | 19.7 (67.5)                 | 15.1 (59.2)                 | 23.8 (74.8)                 |
| متوسط درجة الحرارة الصغرى °م (°ف)     | 4.2 (39.6)                  | 4.4 (39.9)                  | 6.6 (43.9)                  | 9.0 (48.2)                  | 12.3 (54.1)                 | 16.8 (62.2)                 | 18.7 (65.7)                 | 18.9 (66.0)                 | 16.9 (62.4)                 | 13.3 (55.9)                 | 8.7 (47.7)                  | 5.5 (41.9)                  | 11.3 (52.3)                 |
| الهطول مم (إنش)                       | 61 (2.4)                    | 54 (2.1)                    | 49 (1.9)                    | 38 (1.5)                    | 28 (1.1)                    | 17 (0.7)                    | 6 (0.2)                     | 11 (0.4)                    | 36 (1.4)                    | 46 (1.8)                    | 43 (1.7)                    | 57 (2.2)                    | 446 (17.6)                  |
| المصدر: Climate-Data.org,Climate data |                             |                             |                             |                             |                             |                             |                             |                             |                             |                             |                             |                             |                             |

## أعلام
- مية الجريبي
- علي الشاوش